# Elfriede Huth
Elfriede Lina Huth (Leipzig, 14 juli 1922 - Willich, 1 juli 2018), was een Duitse kampbewaakster van de SS in het concentratiekamp Ravensbrück tijdens de Tweede Wereldoorlog.
Met een getrainde hond bewaakte ze in het jaar 1944 dit concentratiekamp voor vrouwen en in dat jaar vielen er zo'n 10.000 doden.
Na de oorlog emigreerde ze in 1959 naar de Verenigde Staten en trouwde daar met een Jood, Fred Rinkel. Ze wist al die jaren haar duistere verleden voor hem en anderen te verbergen, tot de dood van haar man in 2006, toen ze werd gevonden door de politie in haar huis in San Francisco.
Het leek erop dat ze haar leven had proberen te verbeteren door geld te schenken aan Joodse instellingen en door met een Jood te trouwen. Ze hadden zelfs een dubbelgraf besteld op de Joodse begraafplaats, waar ze later naast haar overleden echtgenoot zou worden begraven. Dit plan is verijdeld en ze werd in september 2006 de VS uitgezet en naar Duitsland overgevlogen, waar haar een proces te wachten stond wegens misdaden tegen de menselijkheid. Nadat ze enige tijd bij familie op een boerderij in het Rijnland had doorgebracht, verhuisde ze naar een bejaardentehuis in Willich, waar ze in juli 2018 stierf.